# Sycon antarcticum
Sycon antarcticum är en svampdjursart som först beskrevs av Jenkin 1908.  Sycon antarcticum ingår i släktet Sycon och familjen Sycettidae. Inga underarter finns listade i Catalogue of Life.